# Noctua fimbriata
Noctua fimbriata (Schreber, 1759) è un lepidottero appartenente alla famiglia Noctuidae, diffuso in Europa.

## Descrizione

### L'adulto

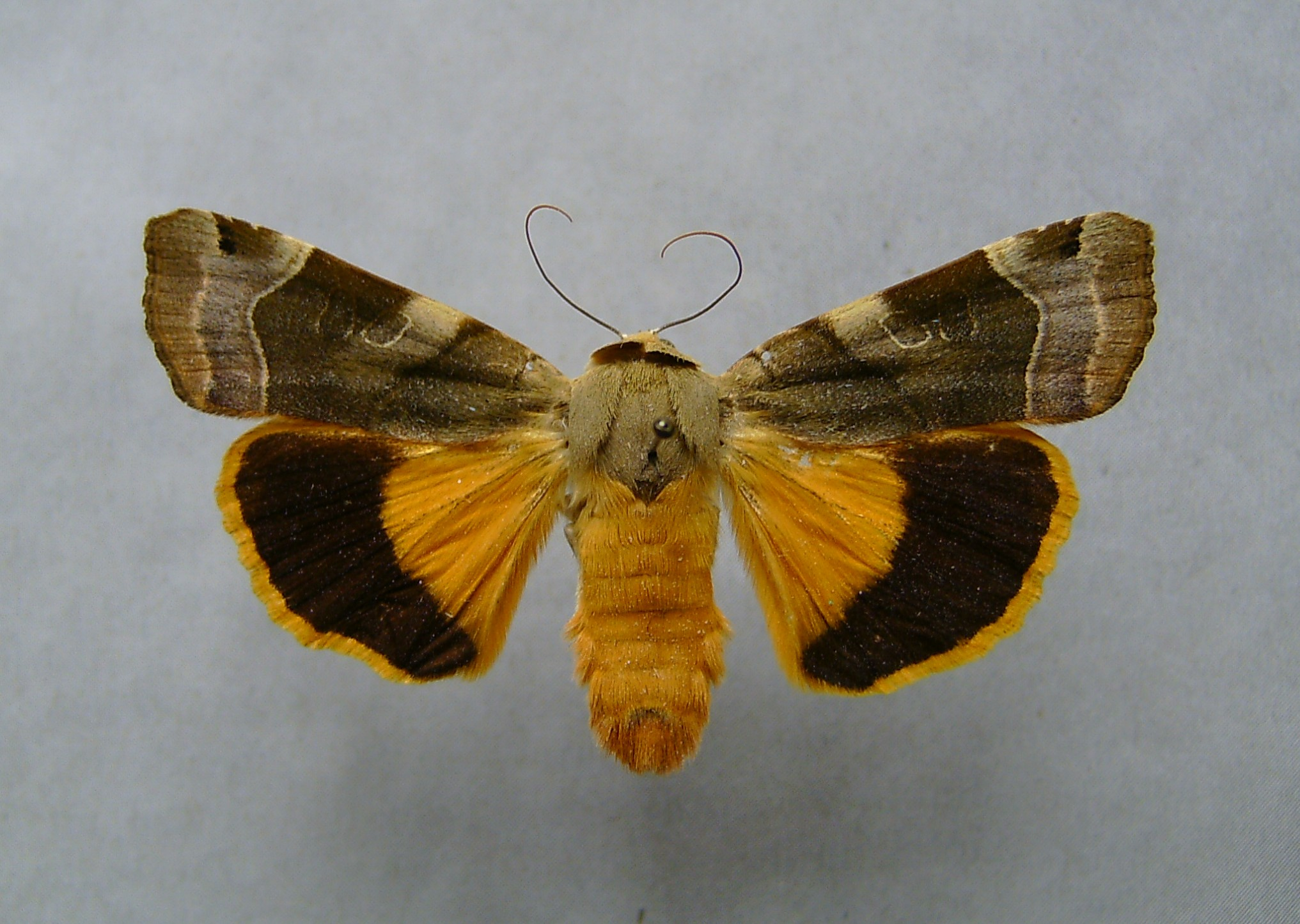

L'apertura alare dei maschi è compresa tra i 45 e 57 mm, mentre quella delle femmine si colloca tra i 49 e 61 mm, mediamente per entrambi i generi varia dai 45-61 millimetri. La superficie delle ali anteriori varia dall'ocra, al marrone, al verde oliva. Le ali posteriori sono di color giallo sbiadito, attraversate da un'ampia banda che alla vista appare come un tessuto di un colore nero lucente inteso. Il colore delle ali anteriore identifica delle forme individuali e vengono definite come segue:
- Ali anteriori verdastre = virescens (Tutt.)
- Ali anteriori verde oliva scure = solani
- Ali anteriori rosse = rufa (Tutt.)
- Ali anteriori marroni = brunnea (Tutt.)
- Ali anteriori nerastre = oscura (Lenz.)

I lati superiore e inferiore dell'addome sono di colore giallo.

### Le uova
L'uovo è appiattito alla base, approssimativamente semisferico. Misura da 0,4 a 0,5 mm in altezza e da 0,7 a 0,75 mm di diametro; è di colore verde. La superficie dei 2/3 superiori sono composti da 35 nervature longitudinali molto fitte e pronunciate, 11 delle quali si estendono alle regioni micropilari. Sono attraversate da nervature trasversali molto sottili, più ravvicinate.

### La larva
Il bruco si sviluppa per una lunghezza massima di 55 mm. Il suo colore varia dal bruno-giallastro al marrone al bruno-rossastro. Presso la linea dorsale è relativamente brillante e stretto, e fiancheggiato nei segmenti posteriori da chiazze luminose. Il 12° segmento trasversale è luminoso, ed è rivestito da una macchia nera, di solito poste dietro agli spiracoli.
Le crisalide è relativamente corta è bruno-rossastra. Possiede un cremaster dotato di due lunghe spine.

### Specie simili
- La Noctua pronuba si differenzia per una sottile banda nera tessuto colorato.
- La Noctua tirrhenica (Biebinger, Speidel & Hanigk, 1983) è in media leggermente più grande, un po' più chiara e sopra l'ala posteriore è dotata di una banda nera, leggermente più diritta che nella N. fimbriata. Nella fimbriata è maggiore il settore nero sul lato/parte inferiore dell'ala anteriore della N. tirrhenica, che si estende dal capo al dorso, mentre lo stesso settore nella N. tirrhenica tra il filo 1 e il dorso è di colore giallastro.

## Biologia
Il lepidottero compie  due generazioni all'anno (bivoltina), da giugno a settembre. Alcune falene si trovano a volare già verso fine maggio o addirittura nel mese di ottobre. Una femmina può conservare e deporre sino a 2.500 uova. I bruchi appaiono nel mese di settembre, vanno in letargo in inverno, impupandosi nel terreno e proseguono lo sviluppo nel mese di maggio dell'anno successivo.

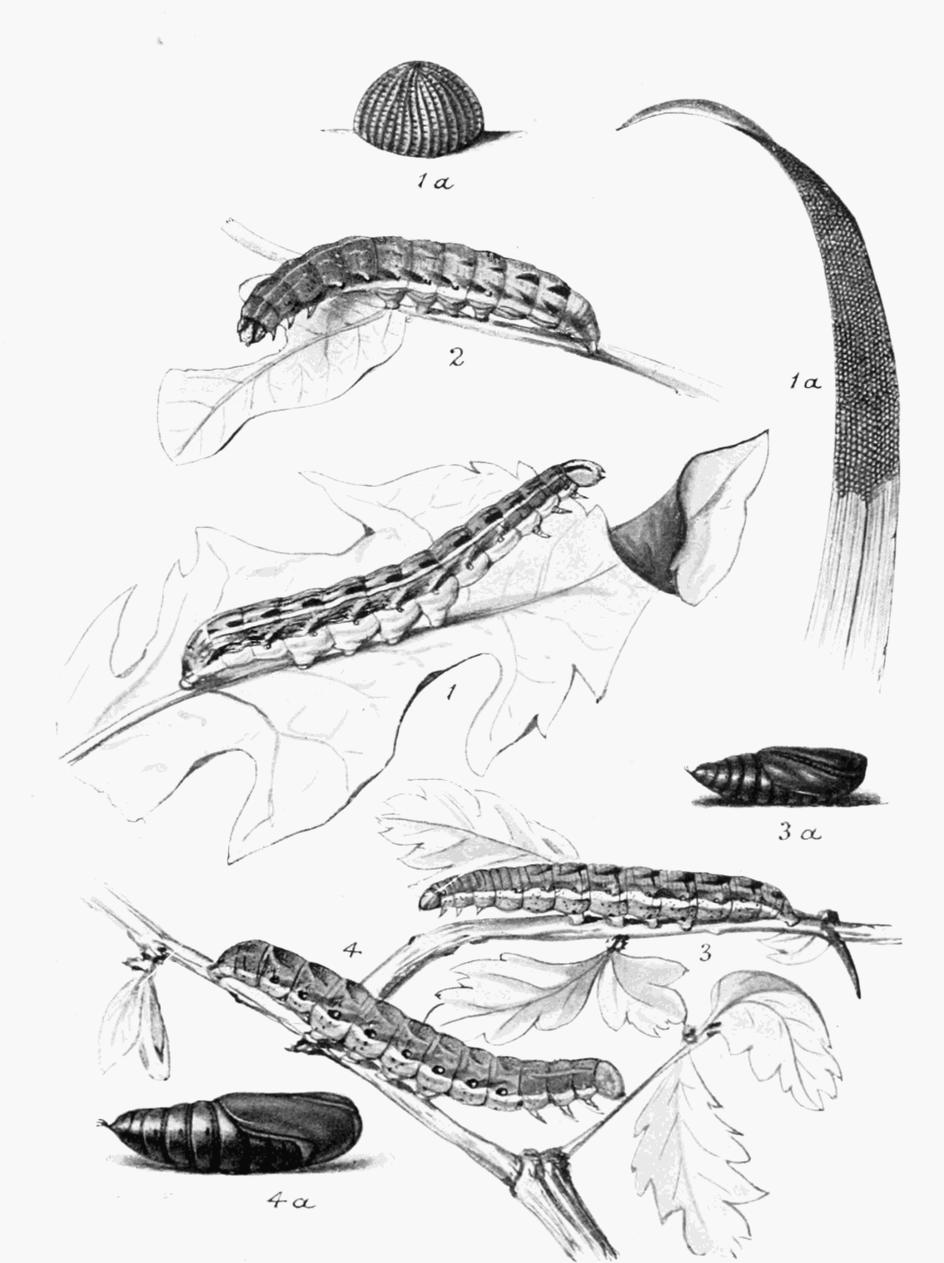
Bruchi di N. fimbriata

### Alimentazione
Le larve sono polifaghe, cioè si nutrono di diverse specie, sia erbaceee che arboree, appartenenti a diverse famiglie:
- Cypripedium calceolus (Orchidaceae)
- Iris variegata (Iridaceae)
- Populus tremula (Salicaceae)
- Salix caprea (Salicaceae)
- Urtica dioica (Urticaceae)
- Rumex obtusifolius (Polygonaceae)
- Berberis thunbergii (Berberidaceae)
- Rubus fruticosus (Rosaceae)
- Potentilla reptans (Rosaceae)
- Agrimonia eupatoria (Rosaceae)
- Sanguisorba minor (Rosaceae)
- Prunus spinosa (Rosaceae)
- Cytisus scoparius (Fabaceae)
- Cornus sanguinea (Cornaceae)
- Calluna vulgaris (Ericaceae)
- Primula elatior (Primulaceae)
- Primula veris (Primulaceae)
- Fraxinus excelsior (Oleaceae)
- Ligustrum vulgare (Oleaceae)
- Galium album (Rubiaceae)
- Galium mollugo (Rubiaceae)
- Galium aparine (Rubiaceae)
- Lamium galeobdolon (Lamiaceae)
- Lonicera xylosteum (Caprifoliaceae)
- Tussilago farfara (Asteraceae)
- Taraxacum officinale (Asteraceae)
- Vitis vinifera (Vitaceae)

### Danni alle colture
Durante il XIX secolo venne segnalato anche un effetto nocivo nei vigneti.

## Distribuzione e habitat
Questa specie di lepidottero è diffusa in Europa. Nel sud, l'area di distribuzione si estende dal Sud Italia, alla Spagna meridionale e alla penisola balcanica, nel nord dalla Scozia meridionale, nella bassa Scandinavia, fino a tutta la Russia e gli Urali. A est si estende in tutta l'Asia Minore, nella regione del Caucaso, in Turkmenistan e in Siberia (Novosibirsk). La specie è anche conosciuta come falena migratoria, quindi si possono trovare anche molto al di fuori del tradizionale habitat.
La specie preferisce vivere sui pendii caldi, sui bordi forestali misti, sui prati e nei parchi. Nell'Europa meridionale il limite sale a 2.000 metri a (ma per il Forster e il Wohlfahrt fino a 2.500 m). Il limite dell'area meridionale si presume sia il Mediterraneo, studiato sulla base della somiglianza comportamentale della Noctua Tirrenica, ma lo studio è ancora insufficiente.